# Púlpito

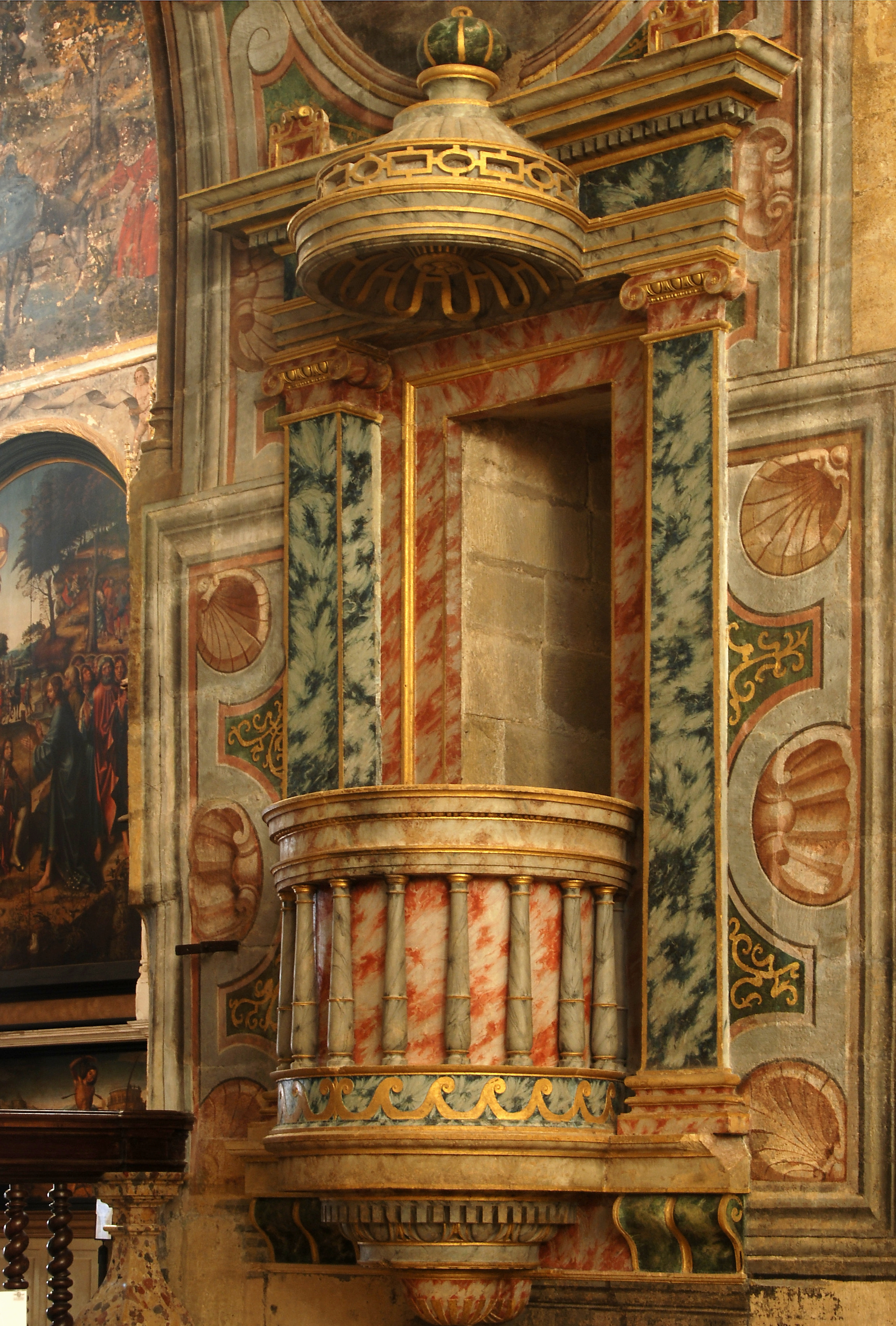
Púlpito de estilo manuelino del convento de Cristo en Tomar (Portugal), 1510-1515.

Púlpito, palabra proveniente del Latín pulpitum (tribuna), es la plataforma elevada en las iglesias desde la que se predica. Cuando se usan para proclamar las Lecturas se llaman también ambones.
Se sitúan próximos al altar, generalmente adosados a uno de los soportes de la nave principal del templo. Actualmente se usan poco, pues las normas litúrgicas vigentes recomiendan que la homilía, como parte integrante de la misa, se diga desde el presbiterio, junto al altar.
En el teatro clásico se llama púlpito al muro vertical que eleva el proscenio sobre la orchestra.

## Historia y descripción

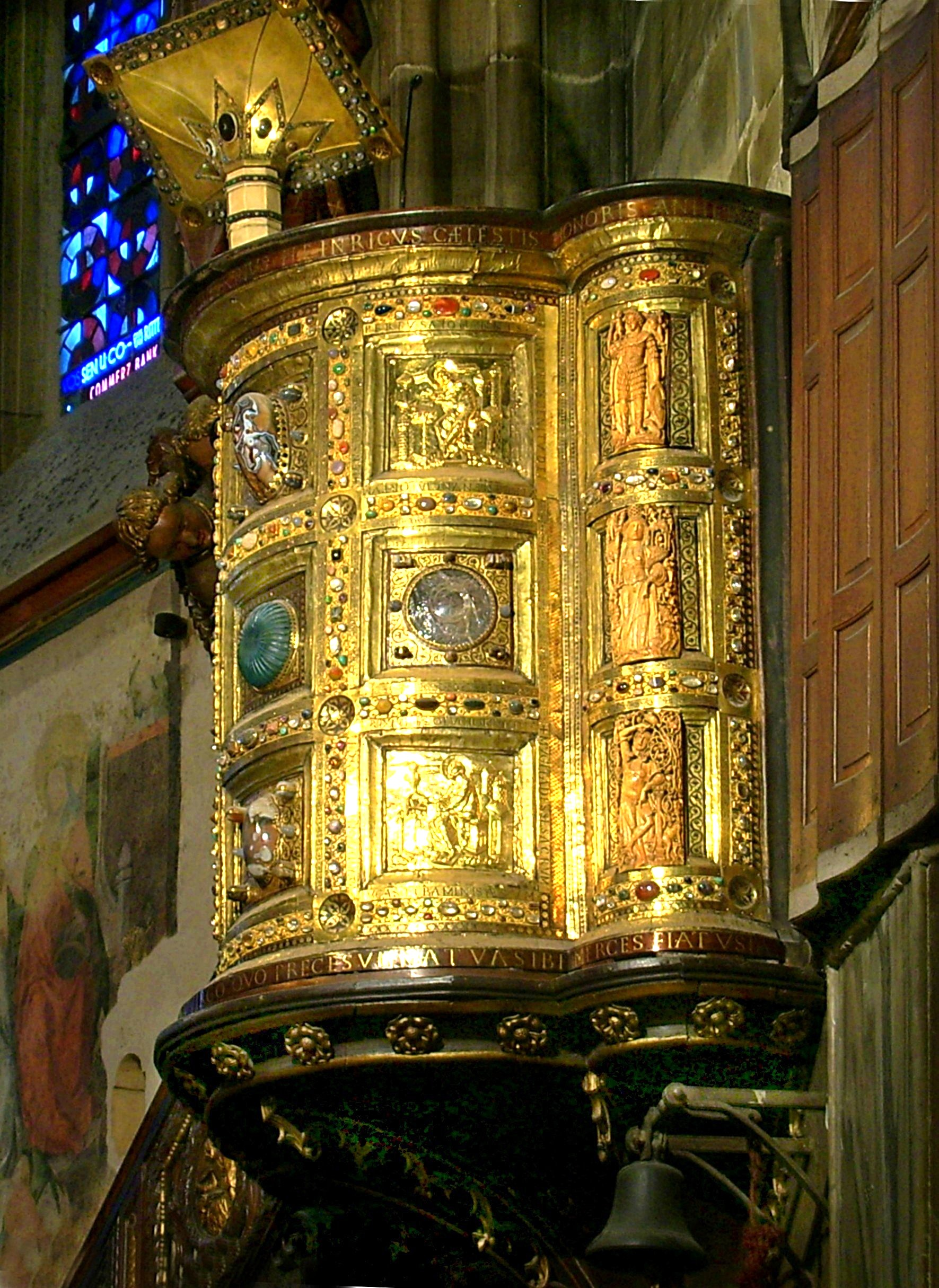
Ambón o púlpito de Enrique II en la capilla palatina de Aquisgrán.

Los púlpitos se utilizaron en las primitivas iglesias o basílicas, donde eran una variante de los ambones, la destinada a la lectura de los salmos. Se disponían a la entrada del coro a manera de tribuna rectangular sobre una plataforma de poca elevación, a la cual se subía por gradas laterales y en ellos se cantaban la epístola y el Evangelio en las misas solemnes y se anunciaban al pueblo las fiestas. Los ambones continuaron con mayor o menor amplitud y elevación hasta el siglo XIV, en que se fue adoptando el actual sistema de púlpitos, los cuales en la época gótica y en el periodo plateresco tienden más a la forma hexagonal, adornándose en todas las épocas con elementos propios del estilo en curso. También se solían colocar en los refectorios de los conventos.
La mayoría de púlpitos constan de varias partes: la «escalera», situada alrededor del pilar que sostiene el púlpito o abierta en el mismo o en el muro adyacente; el «sostén», que puede estar en voladizo o reposando sobre el pavimento; la «tribuna», que se divide en «plataforma» —sobre la que se coloca el oficiante— y «antepecho» o «pretil», parapeto que cierra la parte inferior del púlpito; el «atril», soporte para colocar los libros o lecturas; y el «tornavoz», dosel que cubre el púlpito en su parte superior y que favorece la transmisión del sonido.

### Románico
- Ambón o púlpito de Enrique II (capilla palatina de Aquisgrán), siglo XI.[4]
- Púlpito del Maestro Guglielmo (Cagliari), siglo XII.

### Gótico
- Púlpito del baptisterio de Pisa, de Nicola Pisano, 1259-1260.[5]
- Púlpito de la catedral de Siena, de Nicola Pisano, 1268.[6]

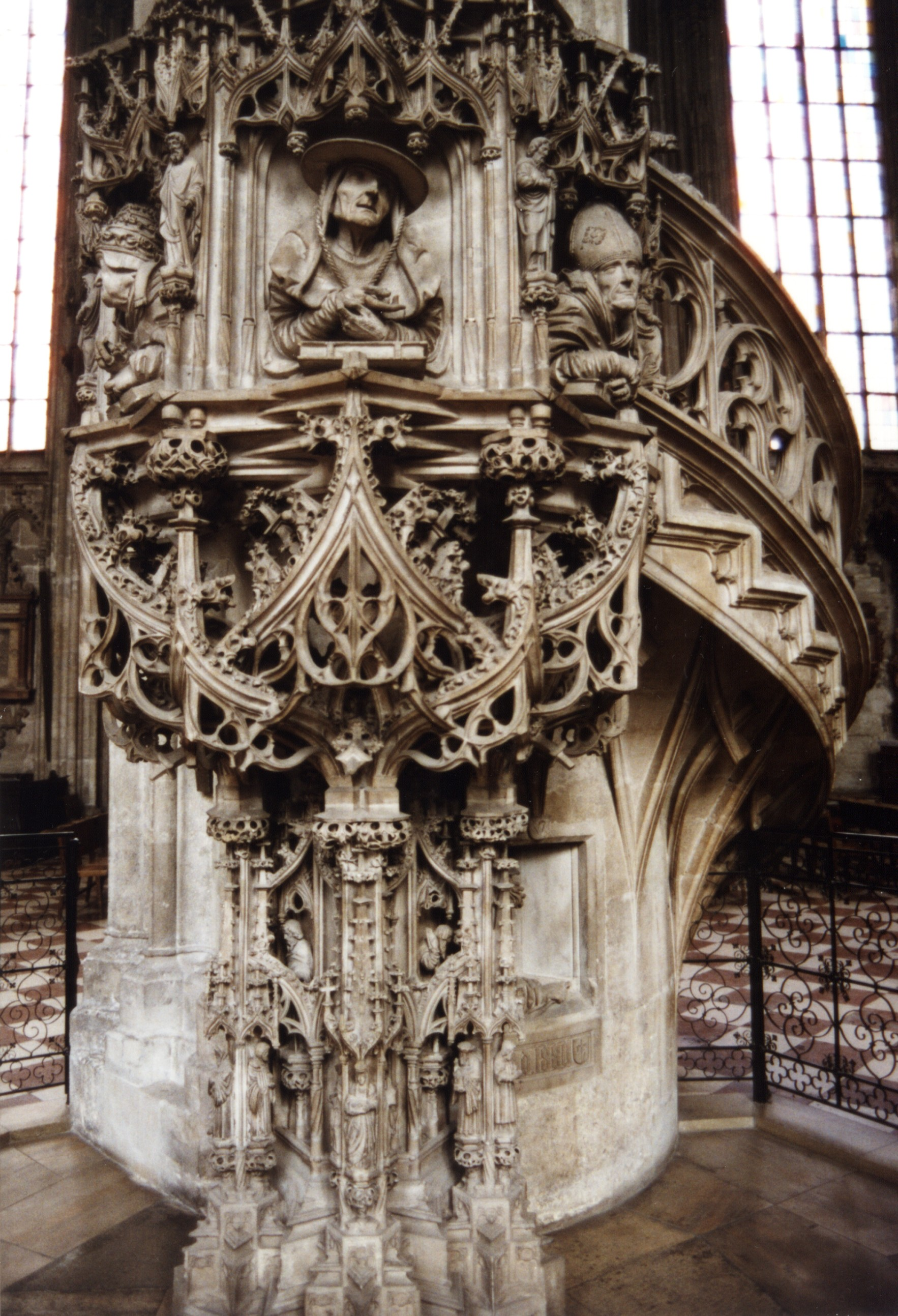
Púlpito de Anton Pilgram en la catedral de Viena.

- Púlpito de San Andrés de Pistoia, de Giovanni Pisano, 1297-1301.[7]
- Púlpito de la catedral de Pisa, de Giovanni Pisano, 1300-1310.[8]

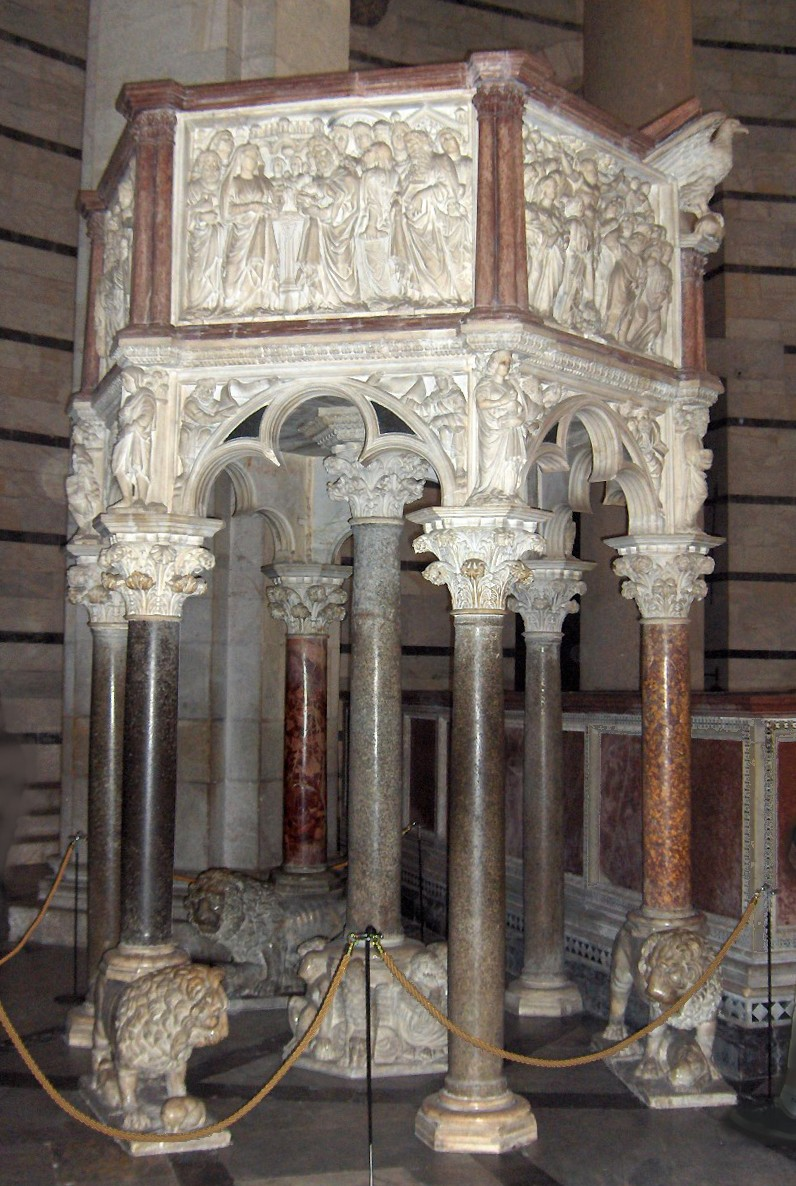
Púlpito del baptisterio de Pisa.
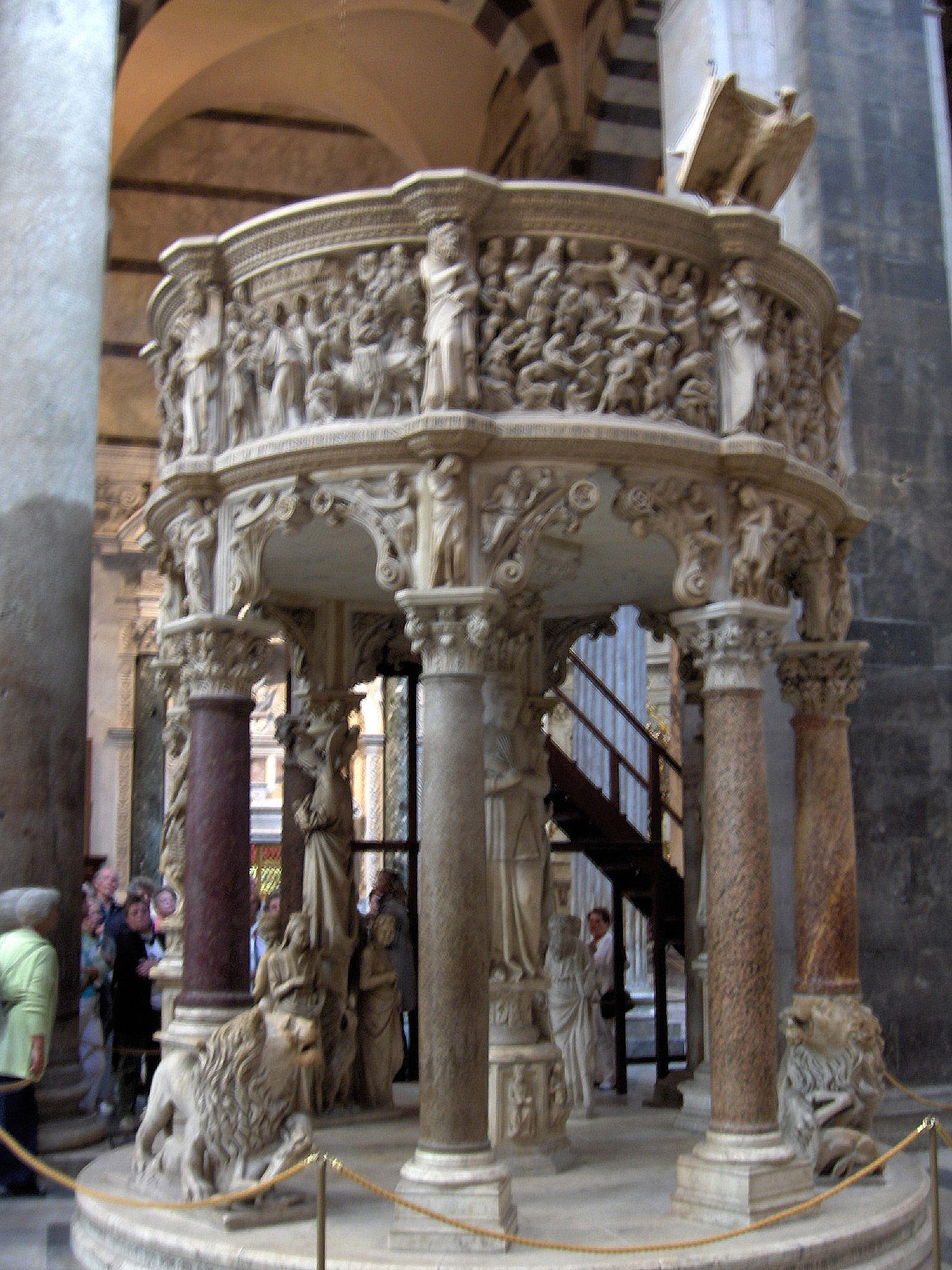
Púlpito de la catedral de Siena.
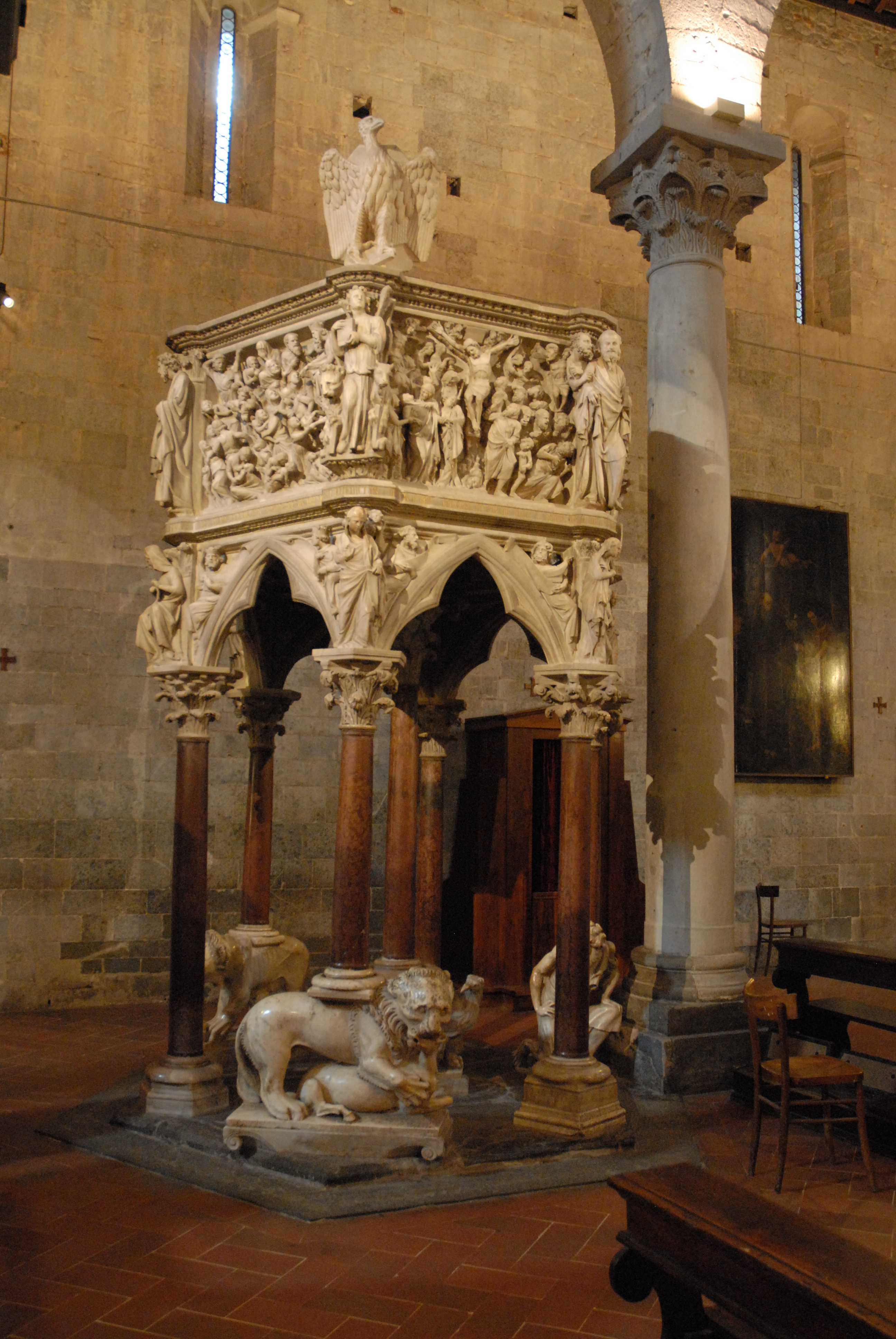
Púlpito de San Andrés de Pistoia.
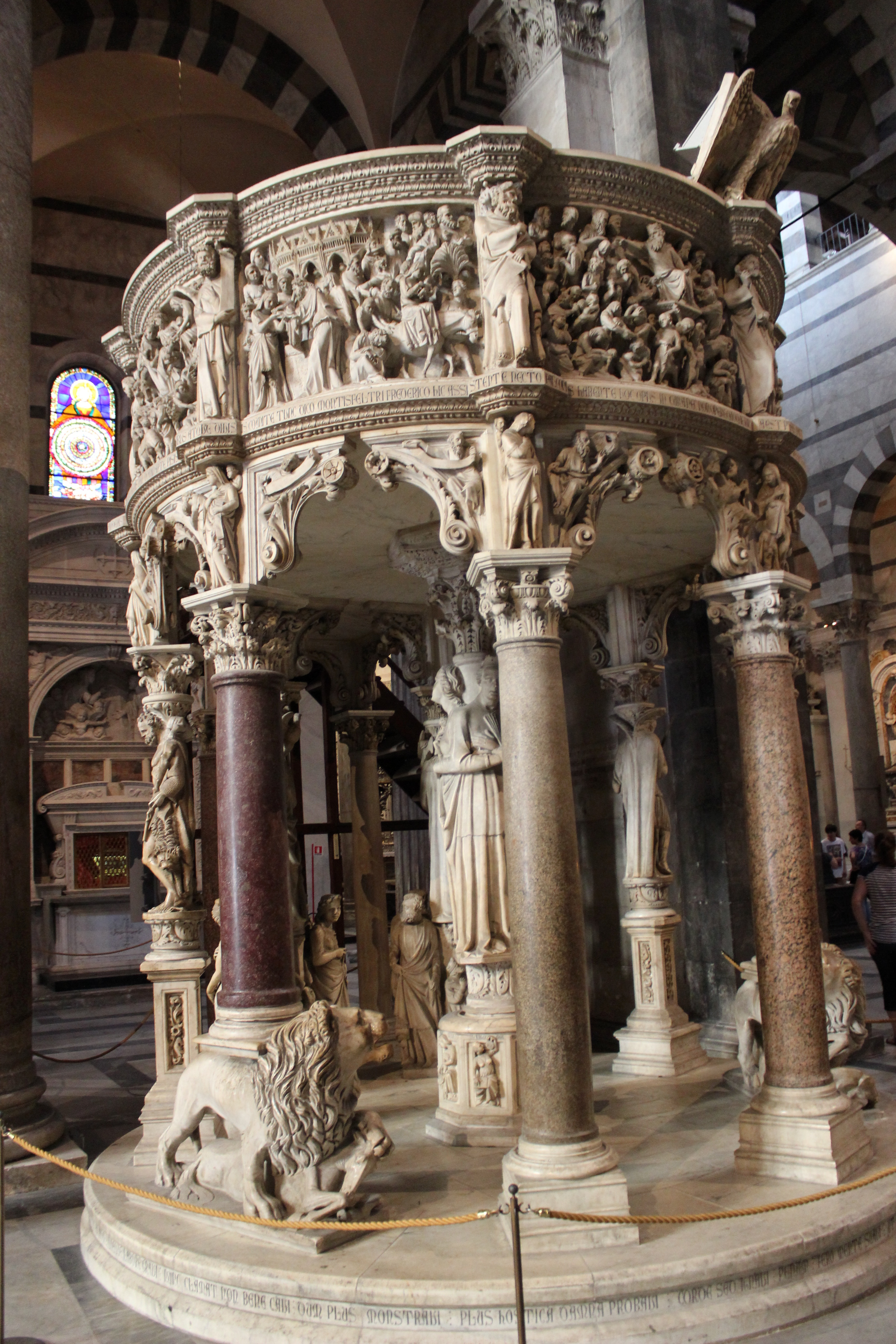
Púlpito de la catedral de Pisa.

### Renacimiento
- Púlpito exterior de la catedral de Prato, de Donatello y Michelozzo, 1428-1438.
- Púlpitos de San Lorenzo (Florencia), llamados "de la Pasión" y "de la Resurrección", de Donatello, desde 1460.
- Púlpito de la catedral de Viena, de Anton Pilgram, 1510-1515.[9] A pesar de lo tardío de la fecha, responde a la pervivencia de las formas góticas en Europa central.
- Púlpitos de la Nave central de la Iglesia Mayor de Sta. María Magdalena, de Torrelaguna(España), llamados del Evangelio o " de la Doctrina" (piedra caliza) atribuido a Alonso de Covarrubias , y de la Epístola o " de los Salmos o Alabanza" (yeso y ladrillo) atribuido a Pedro Gumiel (primer cuarto del siglo XVI).

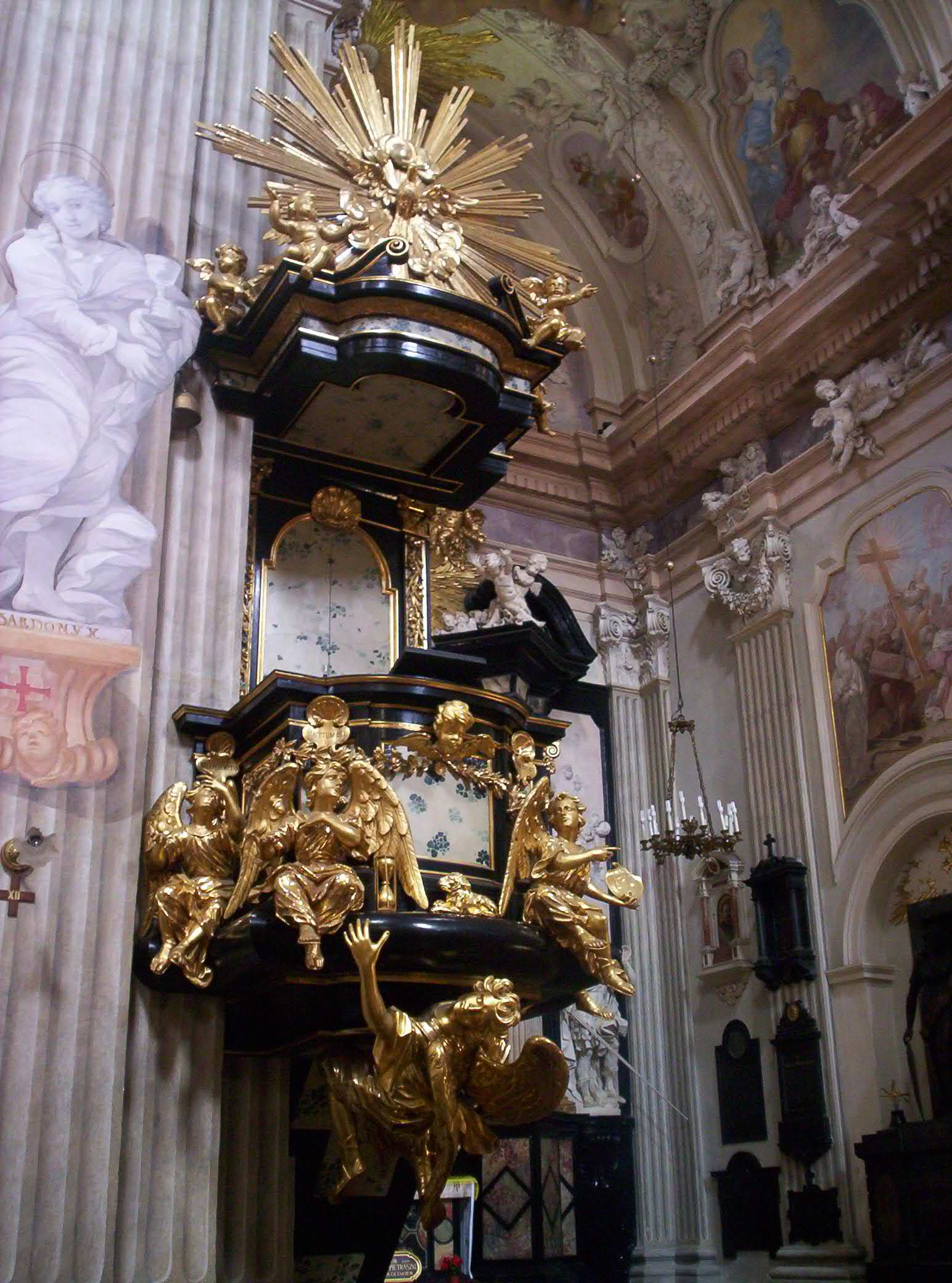
Púlpito de la iglesia de Santa Ana (Cracovia)

### Barroco
- Púlpito de la catedral de Segovia, procedente del monasterio de San Francisco de Cuéllar pero realizado en Italia, siglo XVII.
- Púlpito de la Catedral de San Cristóbal de La Laguna, realizado en Italia por Pasquale Bocciardo, siglo XVIII.
- Púlpito de la barca de Pedro en la iglesia de la abadía de Irsee, de Ignaz Hillenbrand, 1725. El modelo (Schiff-Petri-Kanzel) se difundió por Austria y Alemania.

|  |  |  |

## Púlpitos de refectorio
En los refectorios (el comedor de las comunidades monásticas) se suele disponer de un púlpito para que un monje realice lecturas piadosas mientras los demás comen en silencio.

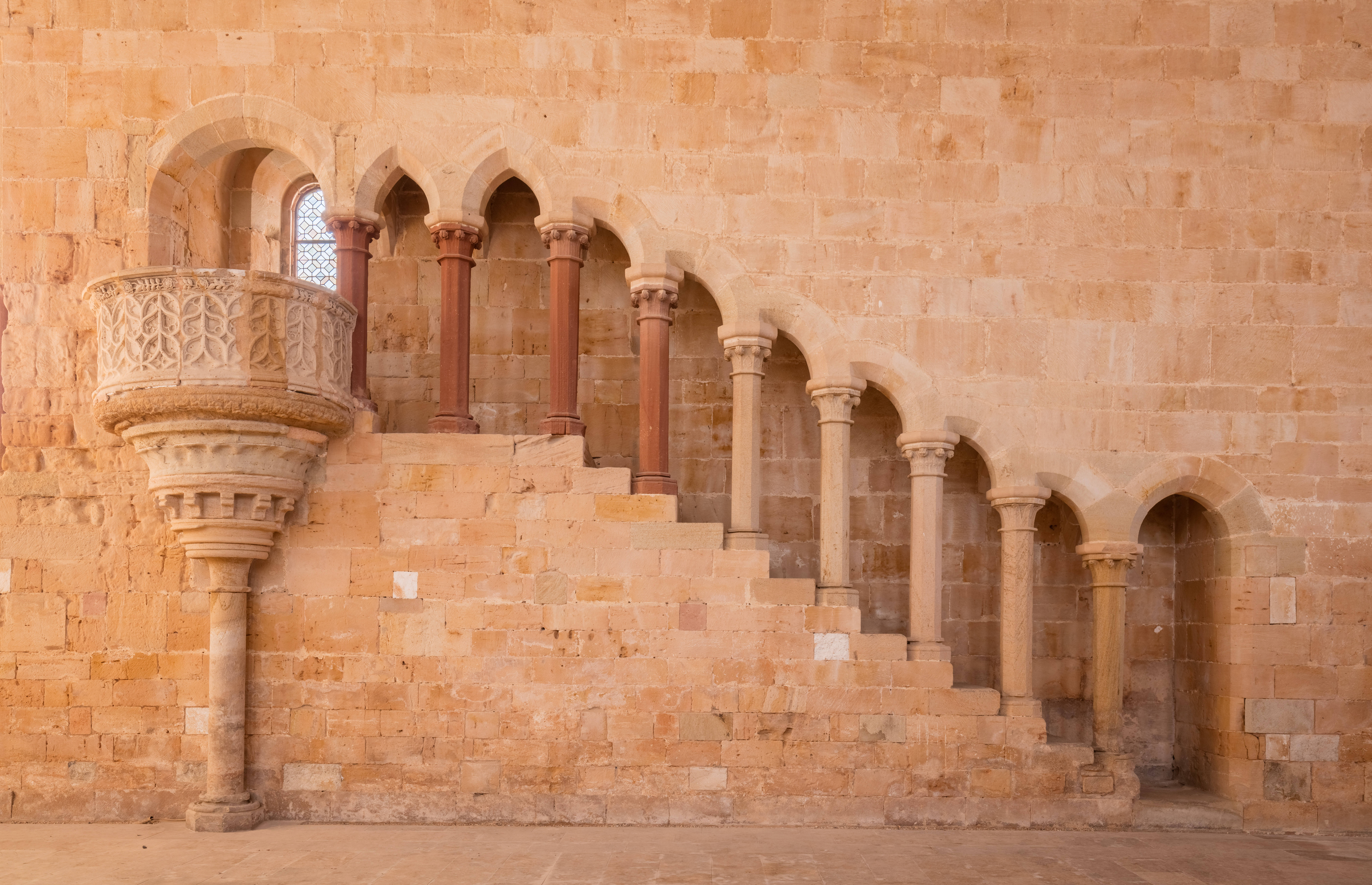
Monasterio de Santa María de Huerta.
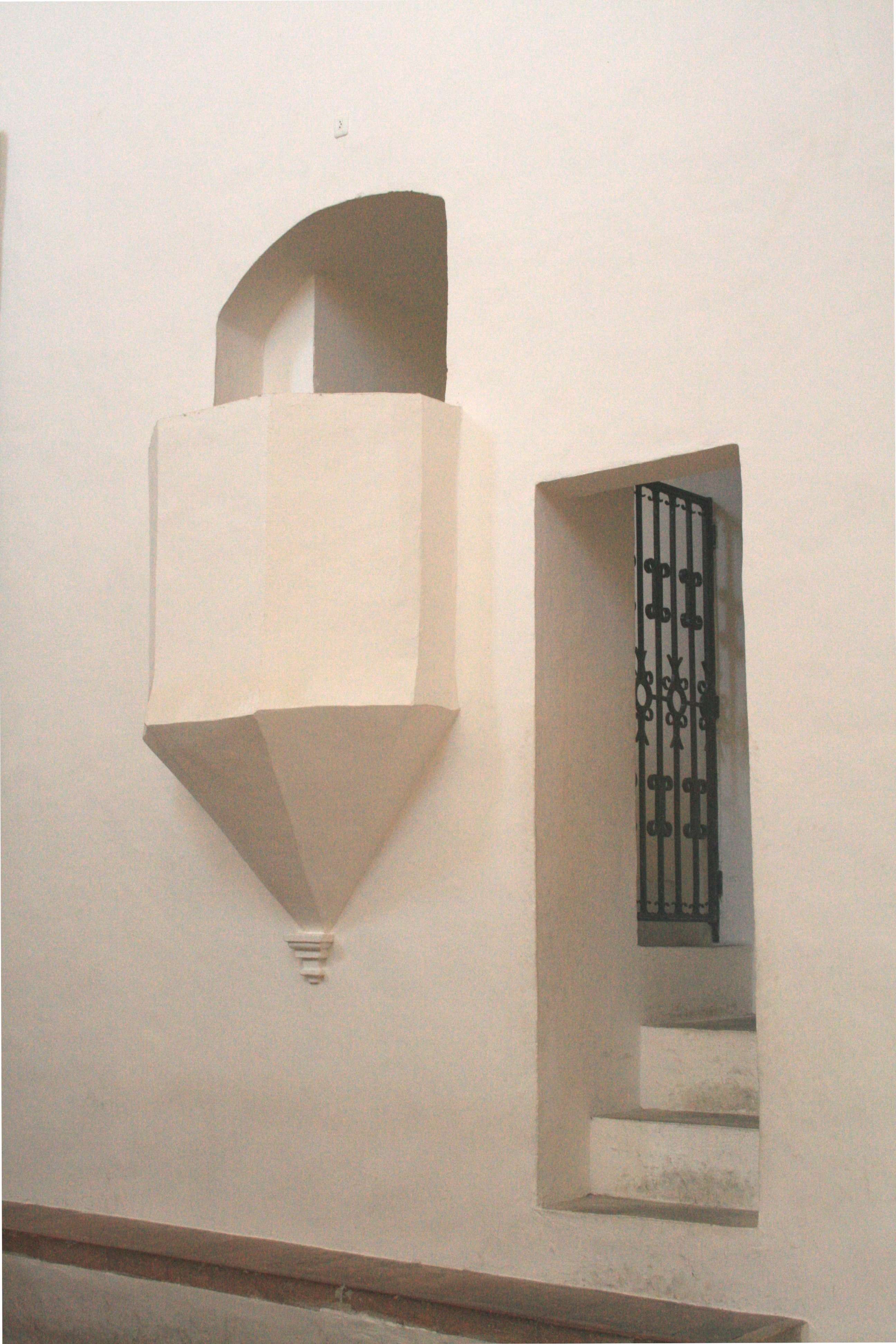
Cartuja de Granada (su sencillez contrasta con otras partes del edificio).
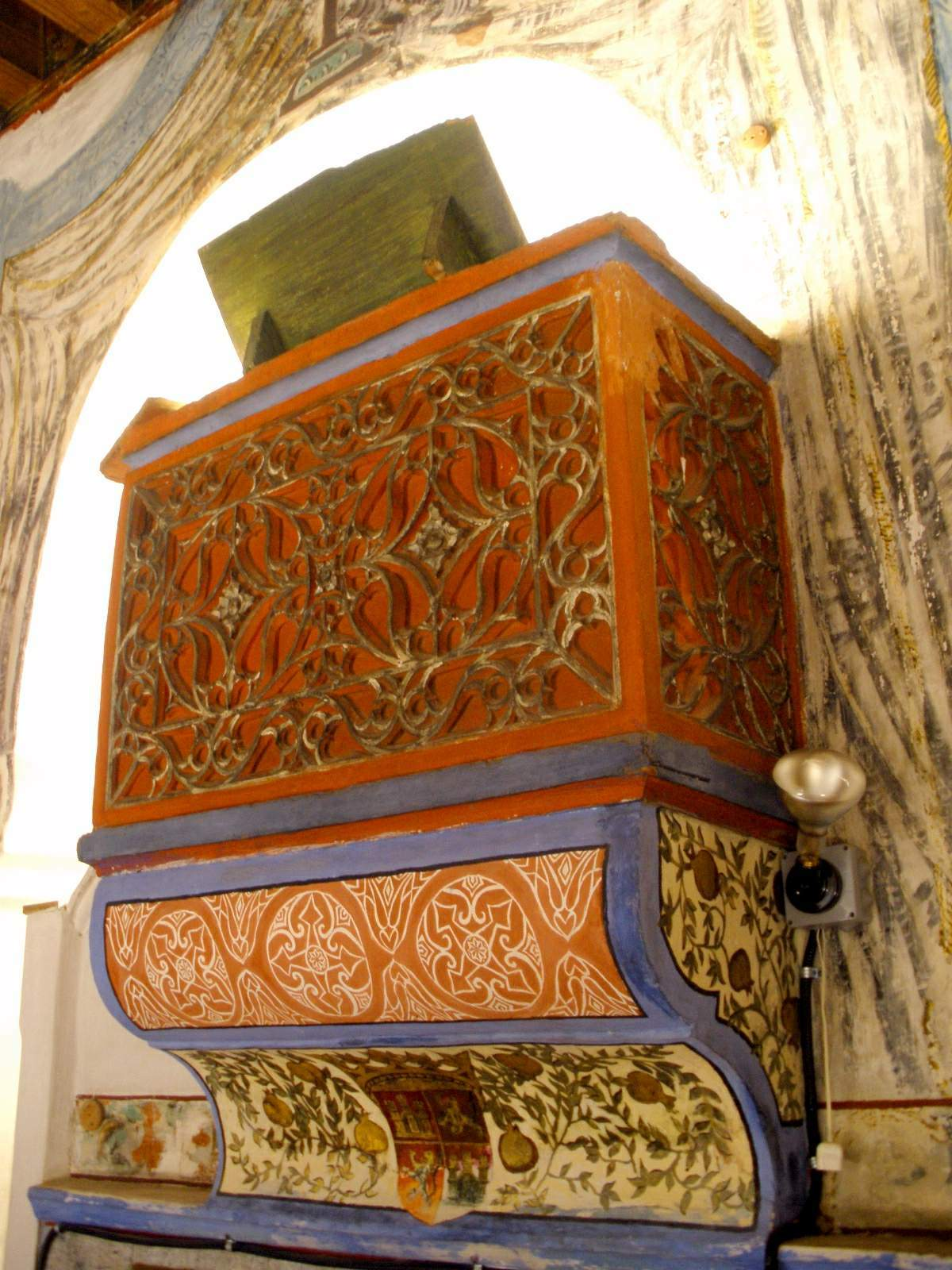
Monasterio de San Antonio el Real.